# Moskwitsch-407
Der Moskwitsch-407 (russisch Москвич-407) ist ein Personenwagen des sowjetischen Herstellers Moskowski Sawod Malolitraschnych Awtomobilej (russisch Московский завод малолитражных автомобилей, kurz MZMA beziehungsweise russisch МЗМА, bekannt durch die Verwendung des Markennamens Moskwitsch), der von 1958 bis Oktober 1963 in Serie gebaut wurde. Er war der Nachfolger des Moskwitsch-402 und erhielt einen neuen Motor sowie später ein neues Schaltgetriebe. Die Karosserieform blieb weitgehend unverändert.
Unter der Bezeichnung Moskwitsch-423N (russisch Москвич-423Н) wurde bis 1963 eine Version als Kombi gebaut, der Moskwitsch-430 ist ein Kastenwagen und mit dem Moskwitsch-410N gab es auch eine Ausführung als Geländewagen.

## Fahrzeuggeschichte

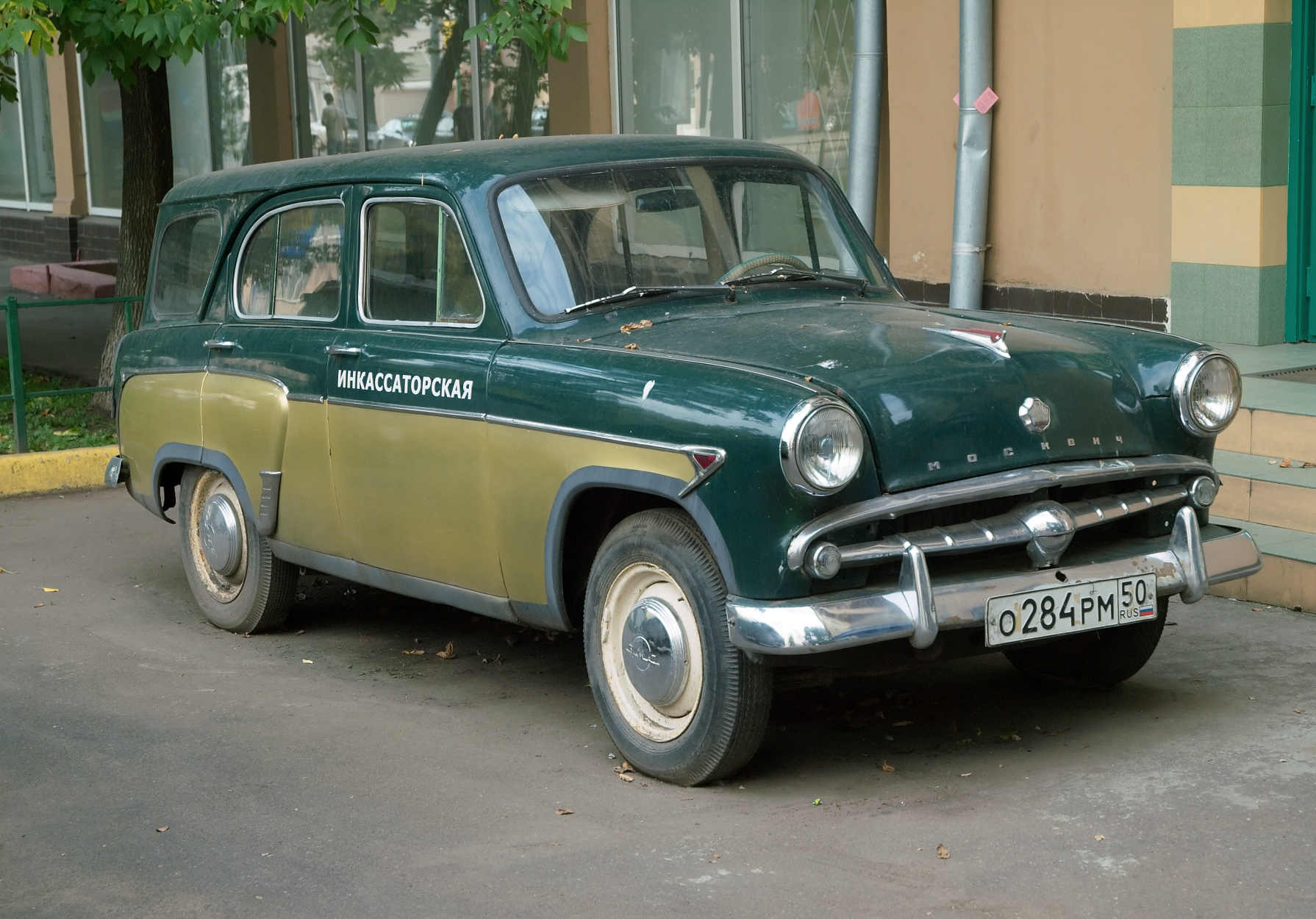
Moskwitsch-423N, die Kombiversion des Moskwitsch-407. Gut zu erkennen: Der ergänzte Schriftzug auf der Motorhaube (2008)

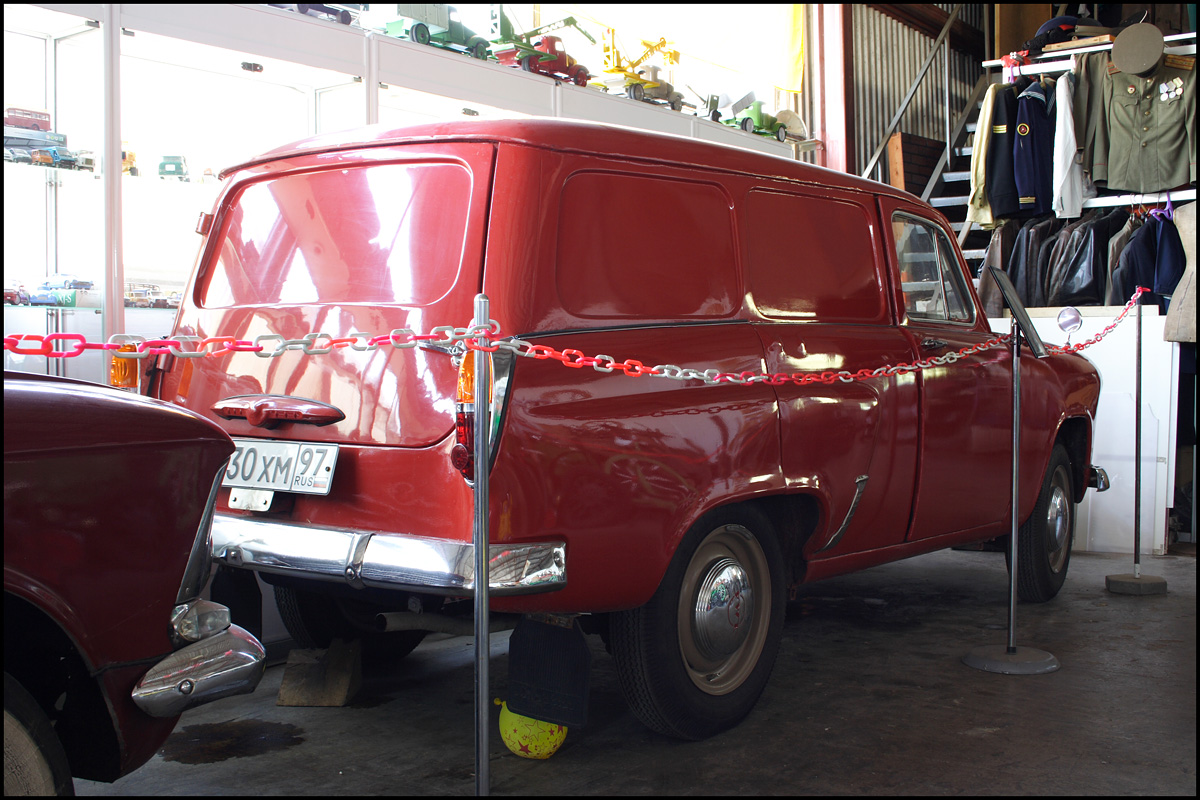
Heckansicht des Kastenwagens Moskwitsch-430 (2007)

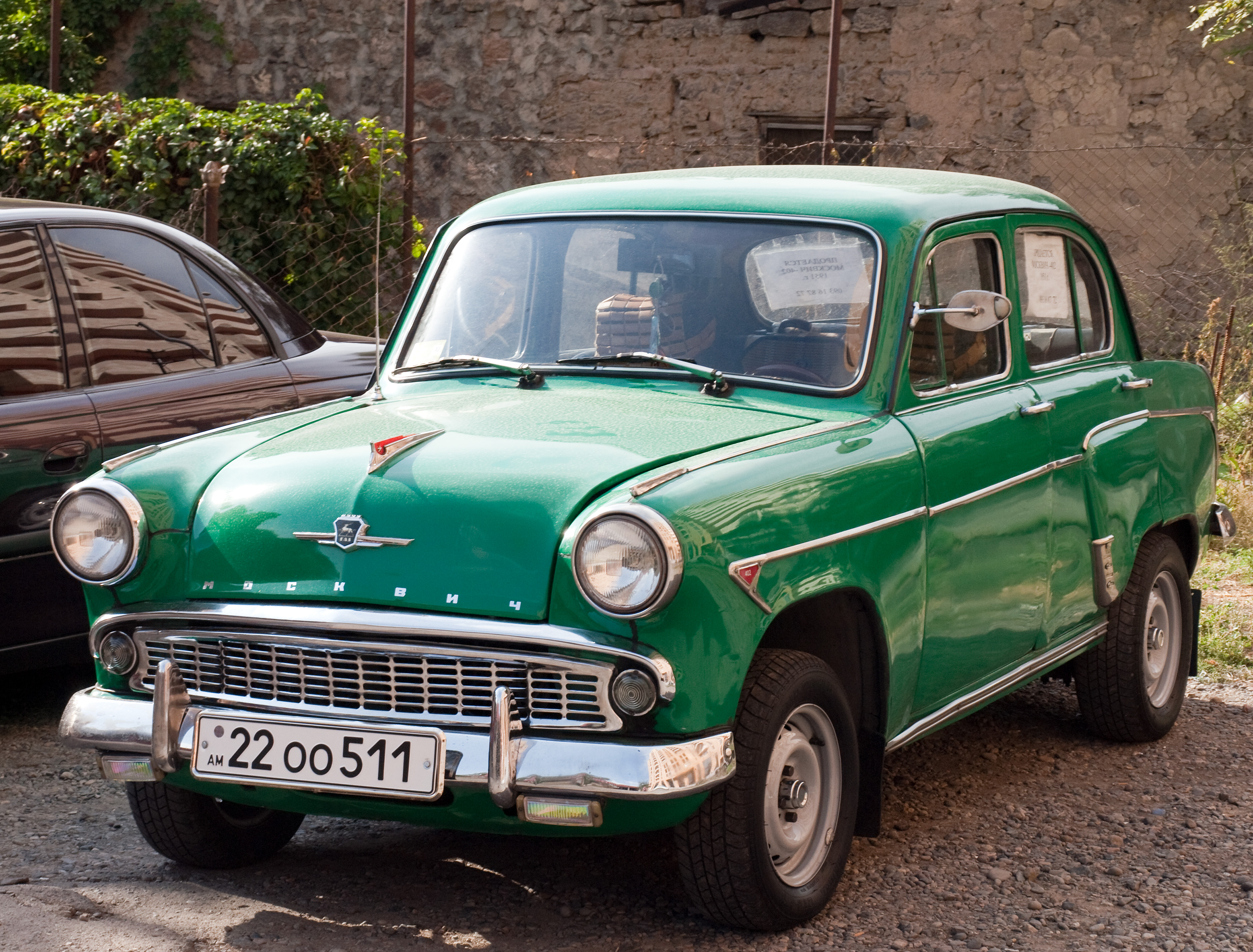
Ein Moskwitsch-407 mit neuem Kühlergrill in Armenien (2010)

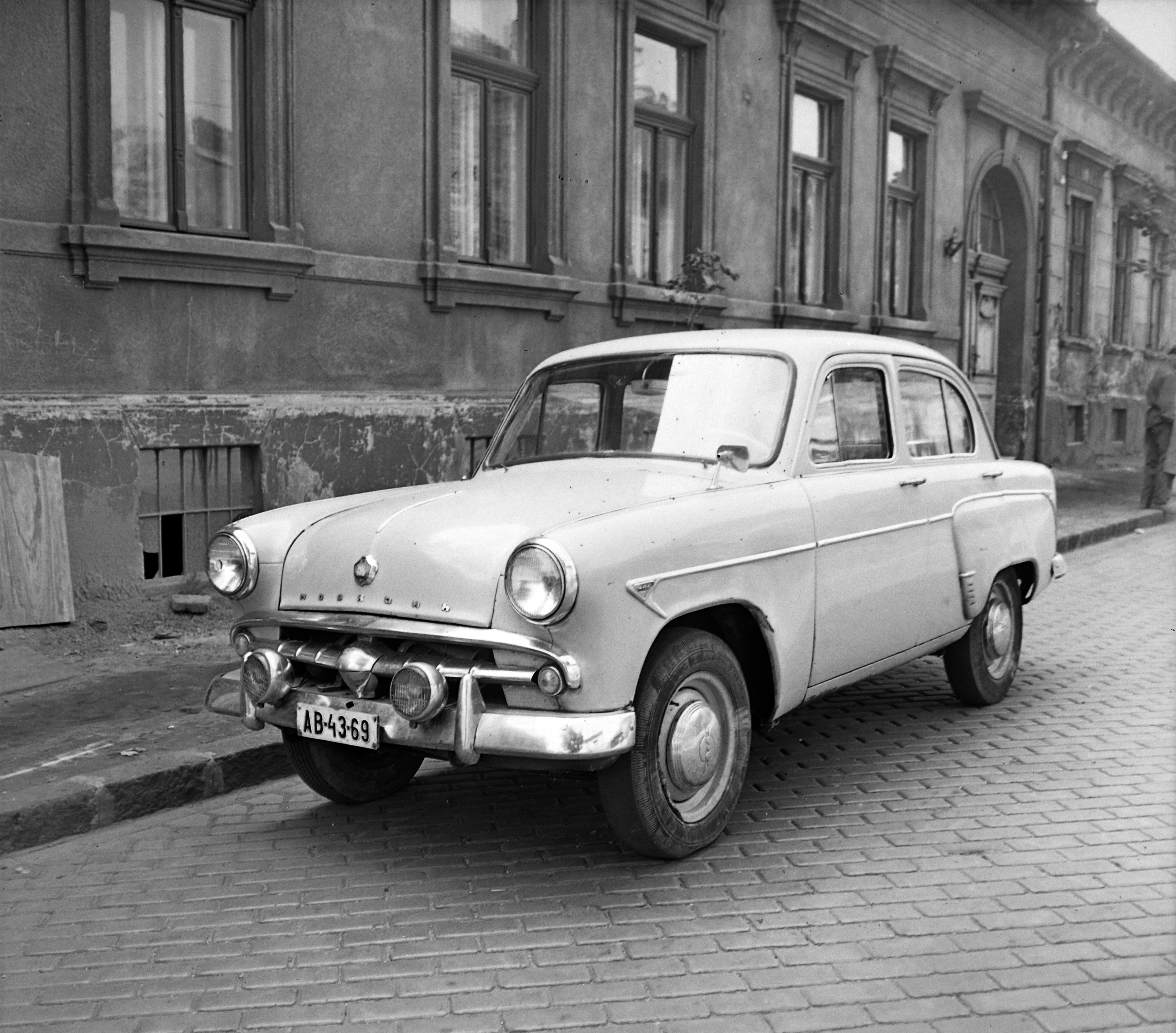
Moskwitsch-407 in Ungarn (1963)

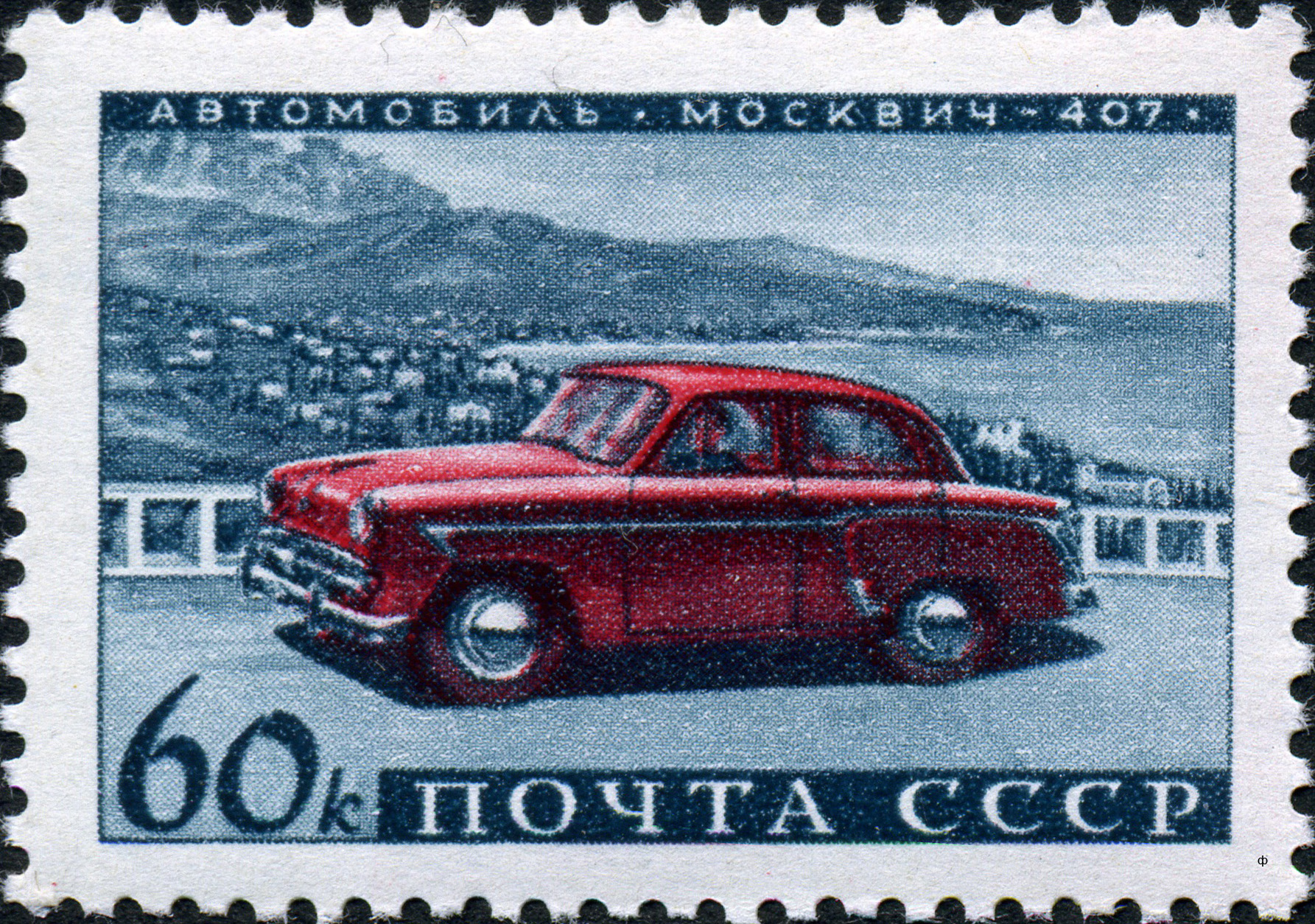
Die 1960 erschienene sowjetische Briefmarke mit Moskwitsch-407 als Motiv

Im Mai 1958 erhielt der Moskwitsch-402 einen komplett neuen Motor und wurde in Moskwitsch-407 umbenannt. Der nun verbaute Ottomotor hatte, wie schon sein Vorgänger, vier Zylinder, jedoch einen auf 1358 cm³ vergrößerten Hubraum. Damit stieg die Leistung von 35 auf 45 PS (33 kW) an. Äußerlich blieb das Auto nahezu unverändert, lediglich auf der Motorhaube wurde der Moskwitsch-Schriftzug ergänzt.
Im Dezember 1958, anderen Angaben zufolge auch erst 1959, begann die Auslieferung mit einem neuen Viergang-Schaltgetriebe. Zuvor war ein Dreiganggetriebe verbaut worden. 1960 erfolgte die auffälligste Änderung, der komplette Kühlergrill wurde gegen ein Modell mit einer Rechteckstruktur getauscht. Bis zum Produktionsende erfolgte noch weitere kleinere optische Änderungen, darunter an den seitlichen Zierleisten und am Emblem an der Motorhaube.
Im April 1960 erhielt das Fahrzeug eine neue Hinterachse, wodurch die Gesamtübersetzung von 4,71 auf 4,55 sank. Die Höchstgeschwindigkeit lag nun bei 115 km/h. Ende 1961 wurde die Produktion der geländetauglichen Variante mit all ihren Modifikationen eingestellt.
Im Dezember 1962 wurde für die Limousine der Nachfolger Moskwitsch-403 eingeführt, die Produktion des Moskwitsch-407 lief noch bis Oktober 1963 weiter. Die neuen Fahrzeuge wurden auf dem komplett überarbeiteten Fahrgestell des Moskwitsch-408 aufgebaut. Die Arbeiten am neuen Modell hatten bereits 1959 begonnen. Insgesamt wurden 359.980 Fahrzeuge aller Modellvarianten des Moskwitsch-407 gebaut und zeitweilig mehr als 50 % exportiert.
Bereits 1958 wurden auf Basis des Moskwitsch-407 Rallyefahrzeuge vom Moskwitsch-Werksteam gebaut, die auch bei Rallye-Veranstaltungen innerhalb der Sowjetunion zum Einsatz kamen. Der Kleinbusprototyp RAF-08 von 1958 basierte auf dem Fahrgestell des Moskwitsch-407 und nutzte auch den gleichen Motor und das gleiche Getriebe. Die sowjetische Post ehrte den Moskwitsch-407 mit einer Briefmarke, die 1960 erschien.

## Modellvarianten
Vom Moskwitsch-407 wurden verschiedene Versionen gebaut, jedoch nicht alle Modelle gingen in die Serienfertigung.
Serienfahrzeuge
- Moskwitsch-407 – Serien- und Basisfahrzeug mit Aufbau als viertürige Limousine.
- Moskwitsch-407B – Wie die Grundversion, allerdings wurden alle Steuerelemente so umgerüstet, dass sie für Personen mit körperlicher Behinderung geeignet sind.
- Moskwitsch-407E – Exportversion.
- Moskwitsch-407M – Zum Transport von medizinischem Personal und Material, zum Beispiel um Hausbesuche bei Patienten durchzuführen.
- Moskwitsch-407T – Modell, speziell als Taxi ausgerüstet und lackiert.
- Moskwitsch-407Ju – Für Länder mit tropischem Klima.
- Moskwitsch-410N – Version des Fahrzeugs mit Limousinenkarosse, aber mit einem geländetauglichen Fahrwerk und Allradantrieb.
- Moskwitsch-411 – Allradversion mit Kombikarosserie
- Moskwitsch-423N – Version als viertüriger Kombi, mit Fenstern im Aufbau und hinterer Sitzreihe.
- Moskwitsch-430 – Modell mit nur zwei Türen und einem geschlossenen Kastenaufbau ohne Fenster.

Prototypen
- Moskwitsch-410 Kastenwagen – Nur als Prototyp entstandener Kastenwagen mit Allradantrieb und Geländefahrwerk.

## Technische Daten
Für die Limousine Moskwitsch-407, soweit bekannt.
- Motor: Vierzylinder-Ottomotor
- Motortyp: MZMA-407
- Leistung: 45 PS (33 kW) bei 4500 min−1, später 50 PS (37 kW) bei 4750 min−1
- Hubraum: 1358 cm³
- Bohrung: 76,0 mm
- Hub: 75,0 mm
- Verdichtung: 7,0:1
- Zündfolge: 1–3–4–2
- Ventilsteuerung: hängende Ventile
- Gemischaufbereitung: Vergaser, Typ K-59
- Treibstoff: Benzin mit mindestens 72 Oktan
- Verbrauch: nach Norm 6,5 l/100 km, praktisch 8 bis 10 l/100 km
- Tankinhalt: 35 l
- Kupplung: Einscheiben-Trockenkupplung
- Getriebe: handgeschaltetes Dreigang-Getriebe mit Rückwärtsgang, ab Dezember 1958 vier Vorwärtsgänge
- Höchstgeschwindigkeit: 115 km/h
- Beschleunigung: von 0 auf 80 km/h in 18 s (mit Vierganggetriebe)
- Anlasser: Typ ST4, 0,6 PS Leistung
- Bordspannung: 12 V
- Lichtmaschine: Typ G22, 200 Watt, 16 Ampere
- Antriebsformel: 4×2 (Hinterradantrieb)

Abmessungen und Gewicht
- Länge: 4055 mm
- Breite: 1540 mm
- Höhe: 1560 mm
- Radstand: 2370 mm
- Spurweite vorne und hinten: 1220 mm
- Bodenfreiheit: 200 mm
- Wendekreis: 13 m
- Reifendimension: 5,60–15″
- Kofferraumvolumen: 340 l
- Leergewicht: 990 kg (Kombi: 1030 kg)
- Zuladung bei der Kombiversion: 250 kg
- zulässiges Gesamtgewicht: 1290 kg
- Achslast: 645 kg vorne wie hinten